# Нерсисян, Карен
Карен Нерсисян (8 июля 1971, Ереван, Армянская ССР) — театральный режиссёр. Художественный руководитель Ереванского русского драматического театра имени Константина Станиславского с 2018 года.

## Биография
Родился в 1971 году в городе Ереван.
После окончания режиссёрского факультета Ереванского театрального института в 1993 году работал режиссёром в театре «У Никитских ворот» (Москва).
С 1999 по 2008 год — художественный руководитель московского театра «Буфф».
В 2002 году создал независимое театральное товарищество «Старый театр»(Москва), стал его художественным руководителем.
С 2014 г. по 2015 г. — главный режиссёр Московский драматический театр на Перовской, г. Москва
с 2015 г. по 2017 г. — главный режиссёр Рязанский государственный областной театр драмы, г. Рязань
Автор порядка восьмидесяти спектаклей, в том числе в театрах Москвы, Праги (Чехия), Нижнего Новгорода, Еревана (Армения), Рязани, Барнаула, Тольятти, Таганрога, Владивостока, Волгограда, Челябинска, Омска, Алматы (Казахстан), театрального центра Ю.О’Нила (США) и др.
2005—2007 гг. — создатель и режиссёр авторской программы на телеканале «Столица».
В эти же годы — режиссёр кинокомпании «Amedia»
С 2018 г. — художественный руководитель Ереванского русского драматического театра имени Константина Станиславского.
Под его руководством театр был удостоен многих престижных международных наград, в том числе независимой театральной премии  "Звезда театрала" в номинации  "Лучший русский театр за рубежом " в 2022 г.

## Театральные постановки
- 2024 г. - "Сказка о царе Салтане", А. Пушкин, Театр кукол, г. Нижний Тагил
- 2024 г. - "Дела семейные"  В. Алексеев, Государственный русский драматический театр им. Бестужева, Улан-Удэ, режиссерская лаборатория
- 2024 г. — «Пирог" И. Крылов, культурно-деловой центр "Дом Москвы", г. Ереван, Армения
- 2023 г. — «Маленькие трагедии" А. Пушкин, русский драматический театр имени Константина Станиславского, г. Ереван, Армения
- 2023 г. — «Кот в сапогах" Д.Дашков, Московский детский театр теней
- 2023 г. — «Женитьба Бальзаминова" А.Островский, русский драматический театр имени Константина Станиславского, г. Ереван, Армения
- 2022 г. — «Царевна-лягушка" Д.Дашков, русский драматический театр имени Константина Станиславского, г. Ереван, Армения
- 2022 г. — «Ричард III" У.Шекспир, Волгоградский молодежный театр
- 2022 г. — «Вишневый сад" А.Чехов русский драматический театр имени Константина Станиславского, г. Ереван, Армения
- 2022 г. — «Синий пес» Дмитрий Дашков по рассказу Тонино Гуэрра, художник Амир Ерманов, Московский детский театр теней
- 2021 г. — «Академия смеха» Коки Митани, художник Алла Николаева, русский драматический театр имени Константина Станиславского, г. Ереван, Армения
- 2021 г. — «Плутни Скапена» Ж.-Б. Мольер, художник Артур Арутюнян, русский драматический театр имени Константина Станиславского, г. Ереван, Армения
- 2020 г. — «Люди. Звери. Обстоятельства.» по пьесе Дона Нигро "Звериные истории", художник Артур Арутюнян, русский драматический театр имени Константина Станиславского, г. Ереван, Армения
- 2020 г. — «Пиковая дама», Дмитрий Дашков по повести А.Пушкина, художник Андрей Запорожский, Волгоградский областной театр кукол
- 2020 г. — «Вечно живые», Виктор Розов, художник Ольга Лагеда, Челябинский театр драмы
- 2020 г. — «Храбрый Назар» по сказке О.Туманяна, художник Андрей Запорожский, русский драматический театр имени Константина Станиславского, г. Ереван, Армения
- 2019 г. — «Гордость и предубеждение» по роману Дж. Остин, художник Андрей Климов, Приморский драматический театр имени Горького, г. Владивосток
- 2019 г. — «Храбрый Назар» по сказке О.Туманяна, художник Андрей Запорожский, Дагестанский театр кукол, г. Махачкала
- 2019 г. — «Ромео и Джульетта», У. Шекспир, русский драматический театр имени Константина Станиславского, г. Ереван, Армения
- 2019 г. — «Жорж Данден», Ж-Б. Мольер, художник Андрей Запорожский, Русский драматический театр Республики Мордовия, г. Саранск
- 2018 г. — «Ночь перед Рождеством», Н. В. Гоголь, художник Анна Кеменева, Волгоградский областной театр кукол
- 2018 г. «Много шума из ничего», Уильям Шекспир, художник Сергей Мельцер, Русский театр драмы имени М. Ю. Лермонтова, г. Алматы, Казахстан
- 2017 г. — «Дамский портной», Жорж Фейдо, художник Андрей Запорожский, Таганрогский драматический театр имени А. П. Чехова,
- 2017 г. — «Лекарь поневоле», Ж.-Б. Мольер, художник Андрей Запорожский, Таганрогский драматический театр имени А. П. Чехова
- 2017 г. — «Не все коту масленица», А.Островский, художник Кирилл Данилов, Рязанский государственный областной театр драмы, г. Рязань
- 2017 г. — «Алиса в стране чудес», Дмитрий Дашков (по мотивам Льюиса Керролла), художник Ольга Лагеда, Нижегородский ТЮЗ, г. Нижний Новгород
- 2017 г. — «Снегурочка», А.Островский, рязанская областная филармония
- 2016 г. — «Ревизор», Н.Гоголь, художник Андрей Запорожский, Московский областной театр кукол
- 2016 г. — «Перебор», Х.Бергер, художник Ольга Лагеда, Таганрогский драматический театр имени А. П. Чехова
- 2016 г. — «Гамлет», Уильям Шекспир, художник Ольга Лагеда, Рязанский государственный областной театр драмы, г. Рязань
- 2015 г. — «Алиса в стране чудес», Дмитрий Дашков (по мотивам Льюиса Керролла), художник Виктор Шилькрот, Рязанский государственный областной театр драмы, г. Рязань
- 2015 г. — «Вишневый сад», Антон Чехов, художник Кирилл Данилов, Драматический театр «На Перовской» г. Москва
- 2015 г. — «Скупой», Жан-Батист Мольер, художник Кирилл Данилов, «Ведогонь-театр», г. Москва
- 2015 г. — «Тень», Евгений Шварц, художник Ольга Лагеда, Нижегородский ТЮЗ, г. Нижний Новгород
- 2014 г. — «Снежинка. Рождественская сказка», художник Кирилл Данилов, проект храм Христа Спасителя, зал церковных Соборов
- 2014 г. — «Сон в летнюю ночь», Уильям Шекспир, художник Ольга Лагеда, Драматический театр «Колесо»г. Тольятти
- 2013 г. — «Медный колокольчик», Дмитрий Дашков, художник Кирилл Данилов, проект храм Христа Спасителя, зал церковных Соборов
- 2013 г. — «Чайка», Антон Чехов, художник Андрей Климов, Драматический театр «Колесо» г. Тольятти
- 2013 г. — «Двенадцатая ночь», Уильям Шекспир, художник Ольга Лагеда, Нижегородский государственный академический театр драмы имени М. Горького
- 2012 г. — «С любимыми не расставайтесь», Александр Володин, художник Вероника Сосновская, Омский ТЮЗ[3]
- 2012 г. — «Иванов», Антон Чехов, художник Кирилл Данилов, «Ведогонь-театр», г. Москва[4][5][6]
- 2012 г. — «Холодное сердце», Дмитрий Дашков, художник Вадим Таллеров, проект храм Христа Спасителя, зал церковных Соборов
- 2012 г. — «Мнимый больной», Жан-Батист Мольер, художник Виктор Шилькрот, Нижегородский государственный академический театр драмы имени М. Горького[7]
- 2011 г. — «Призраки», Эдуардо де Филиппо, художник Вадим Таллеров, Мытищинский театр драмы и комедии «ФЭСТ», г. Мытищи[8]
- 2011 г. — «Мурли», Анни Шмидт, художник Вадим Таллеров, Нижегородский государственный академический театр драмы имени М. Горького[9][10][11]
- 2011 г. — «Время зажигать небеса», Александр Строганов, художник Вадим Таллеров,Старый театр, г. Москва, проект «Открытая сцена» Департамента культуры Москвы[12]
- 2010 г. — «Последний поединок Ивана Бунина», Р. Ибрагимбеков, художник Вадим Таллеров, Нижегородский государственный академический театр драмы имени М. Горького[13]
- 2010 г. — «Табу, Актёр!», Сергей Носов, художник Лариса Ломакина,Старый театр[14], г. Москва.
- 2010 г. — «Одноклассники», Юрий Поляков, художник Вадим Таллеров, Нижегородский государственный академический театр драмы имени М. Горького[15]
- 2009 г. — «Снежная королева», Ханс Кристиан Андерсен, художник Вадим Таллеров, Московский областной театр им. А. Н. Островского[16]
- 2008 г. — «Как чуть не съели принцессу Булочку», Матей Войтышко, художник Ксения Шимановская, московский театр Буфф[17]
- 2007 г. — «В горах мое сердце…» Уильям Сароян, художник Вадим Таллеров, проект «Открытая сцена»[18] Департамента культуры Москвы, Старый театр.[19]
- 2004 г. — «Страшилки обыкновенные» Сергей Носов, художник Вадим Таллеров, Старый театр.[20]
- 2003 г. — «Чайная церемония» Александр Строганов, художник Вадим Таллеров, Проект «Открытая сцена» Департамента культуры Москвы. Старый театр.[21][22]
- 2002 г. — «Романтики» Эдмон Ростан, художник Константин Розанов,Старый театр
- 2002 г. — «Тесный мир» Сергей Носов, художник Вадим Таллеров, Московский Дебют-центр, Старый театр.
- 2001 г. — «Сиреневое платье Валентины» Франсуаза Саган, художник Вадим Таллеров, Московский Новый драматический театр, г. Москва.
- 2001 г. — «Снежная королева» Ханс Кристиан Андерсен, Е. Шварц, художник Вадим Таллеров, московский театр Буфф.
- 2000 г. — «Лисицы в развалинах» Александр Строганов, художник Вадим Таллеров, Алтайский краевой театр драмы имени В. М. Шукшина — г. Барнаул.
- 2022 г. — «Ноябрьский зов» Мария Малухина, Фестиваль современной драматургии "Авторская сцена"СТД РФ, Щелыково
- 2018 г. — «Биоробот» Олег Лукошин, Фестиваль современной драматургии СТД РФ, Челябинский театр драмы
- 2014 г. — «Муки здравомыслящих», Сергей Руббе, фестиваль СТД РФ «Badenweiler» («Баденвайлер»), г. Москва
- 1999 г. — «Иудифь» Игорь Лысов, Фестиваль современной драматургии СТД РФ
- 2004 г. — «Кружки, вилки, ножи» Антон Валов, Фестиваль современной драматургии СТД РФ
- 2005 г. — «Белый ангел с черными крыльями» Диана Балыко, Фестиваль современной драматургии СТД РФ
- 1998 г. — «Крик слона» Фарид Нагим, Фестиваль современной драматургии СТД РФ
- 1997 г. — «Орнитология» Александр Строганов, Фестиваль современной драматургии СТД РФ
- 1996 г. — «No comments» Илья Огнев Фестиваль современной драматургии СТД РФ
- 1999 г. — «Невидимка» мюзикл по роману Герберта Уэллса, «У Никитских ворот», г. Москва..
- 1998 г. — «Грумбли» Вацлав Гавел, Эжен Ионеско, Сэмюэль Беккет, Открытая антреприза г. Прага
- 1998 г. — «Орнитология» А. Строганов Театральный центр Ю. О’Нила — США
- 1997 г. — «No comments» И. Огнев Театральный центр Ю. О’Нила — США.
- 1997 г. — «Казакин» Ж.-Б.Мольер Театр под руководством А.Джигарханяна, г. Москва.
- 1995 г. — «Любовник» Гарольд Пинтер Открытая антреприза, г. Москва.
- 1995 г. — «Три поросенка» мюзикл Театр «У Никитских ворот».
- 1994 г. — «Два Набокова» по рассказам Владимира Набокова «Хват» и «Картофельный эльф», художник Елена Гурашвили, Театр «У Никитских ворот».
- 1993 г. — «Глубокое синее море» Т.Реттиган, Ереванский драматический театр им. Станиславского.
- 1992 г. — «Господин д’Пурсоньяк» Ж. — Б. Мольер, художник Грайр Гарибян, Ереванский ТЮЗ.
- 1992 г. — «Изобретение вальса» Владимир Набоков Ереванский драматический театр им. Станиславского.

## Работа на телевидении
- автор и режиссёр программы «Улыбнись» т/к «Столица», г. Москва
- «Любовь как любовь», сериал, режиссёр в составе режиссёрской группы
- «Не родись красивой», сериал, режиссёр в составе режиссёрской группы